# Dendrocoelum regnardi
Dendrocoelum regnardi is een platworm (Platyhelminthes). De worm is tweeslachtig. De soort leeft in of nabij zoet water.
Het geslacht Dendrocoelum, waarin de platworm wordt geplaatst, wordt tot de familie Dendrocoelidae gerekend. De wetenschappelijke naam van de soort werd, als Dendrocoelides regnardi, voor het eerst geldig gepubliceerd in 1919 door de Beauchamp.